# دراسات الاقتراب من الموت
دراسات القرب من الموت هي إحدى مجالات علم النفس والطب النفسي التي تدرس علم وظائف الأعضاء والظواهر والآثار المترتبة على تجربة الاقتراب من الموت. ارتبط ذلك المجال في الأصل بمجموعة متميزة من الباحثين في أمريكا الشمالية والتي تبعت العمل الأولي لرايموند مودي، والذي أنشأ لاحقًا الجمعية الدولية للدراسات القريبة من الموت (IANDS) ودورية دراسات حول خطر الوفاة. ومنذ ذلك الحين، توسع المجال ليشمل الآن مساهمات من مجموعة واسعة من الباحثين والمعلقين في جميع أنحاء العالم.

## تجربة الاقتراب من الموت
تجربة الاقتراب من الموت هي تجربة ذكرها بعض الناس الذين اقتربوا من الموت في بيئة طبية أو غير طبية حيث يتم دراسة تلك الظاهرة من حيث جانب الصدمة، والأزمات البدنية كمؤشر لهذه الظاهرة. ووفقًا للمصادر، تشير التقديرات إلى أن تجارب الاقتراب من الموت ذكرت من قبل خمسة بالمائة من السكان الأمريكيين البالغين. تشير الاستطلاعات وفقًا للجمعية الدولية للدراسات القريبة من الموت (IANDS) (التي أُجريت في الولايات المتحدة الأمريكية وأستراليا وألمانيا) إلى أن 4 إلى 15٪ من السكان خاضوا تجارب الاقتراب من الموت. يدرس الباحثون دور علم وظائف الأعضاء وعلم النفس والعوامل المرتبطة بتجربة الاقتراب من الموت. تُعتبر هذه الأبعاد أيضًا الأساس للنماذج التفسيرية الرئيسية الثلاثة لتجربة الاقتراب من الموت.
تتضمن بعض الخصائص العامة لتجربة الاقتراب من الموت انطباعات ذاتية عن كونها خارج الجسم المادي، مثل رؤى الأقارب المتوفين والشخصيات الدينية؛ تجاوز الأنا (الهو والأنا والأنا العليا) والحدود الزمانية المكانية. كما وجد باحثو تجربة الاقتراب من الموت أن تجربة الاقتراب من الموت قد لا تكون تجربة غربية فريدة. لاحظ المعلقون أن العديد من عناصر وميزات تجربة الاقتراب من الموت تبدو متشابهة عبر الثقافات، ولكن اختلفت تفاصيل التجربة (الأرقام والكائنات والمناظر الطبيعية) وتفسيرها بين الثقافات. ومع ذلك، تحدى عدد قليل من الباحثين الفرضية القائلة بأن حسابات تجربة الاقتراب من الموت تتأثر بشكل كبير بالنماذج الثقافية السائدة.

### عناصر تجربة الاقتراب من الموت
وفقًا لمقياس تجربة الاقتراب من الموت تشتمل التجربة القريبة من الموت على عدد قليل أو عدة عناصر من العناصر الستة عشر التالية:
1. مرور الوقت بسرعة أو ببطئ.
2. سرعة عمليات الفكر.
3. عودة مشاهد من الماضي.
4. البصيرة المفاجئة، أو الفهم.
5. شعور بالسلام أو اللطف.
6. شعور بالسعادة أو الفرح.
7. الشعور بالوئام أو الوحدة مع الكون.
8. مواجهة ضوء باهر.
9. شعور الحواس بأنها أكثر حيوية.
10. وعي بالأشياء الجارية في أي مكان آخر، كما لو كان عن طريق الإدراك الحسي (ESP).
11. تجربة مشاهد من المستقبل.
12. شعور بالانفصال عن الجسد.
13. تجربة عالم مختلف غامض.
14. مواجهة وجود باطني، أو سماع صوت غير قابل للتحديد.
15. رؤية الأرواح المتوفاة أو الدينية.
16. الذهاب إلى الحدود، أو نقطة اللاعودة.

في دراسة نُشرت قي مجلة ذا لانسيت، قام فان لوميل وزملاؤه بسرد عشرة عناصر من تجربة الاقتراب من الموت:Note a
1. الوعي بالموت.
2. المشاعر الايجابية.
3. تجربة الخروج من الجسد.
4. الشعور بالحركة خلال نفق.
5. التعرض للضوء.
6. مراقبة الألوان.
7. مراقبة المناظر الطبيعية السماوية.
8. لقاء مع الأشخاص المتوفين.
9. مراجعة الحياة.
10. وجود الحدود.

### الآثار اللاحقة
ووفقًا للمصادر، ارتبطت تجربة الاقتراب من الموت بعدد من الآثار اللاحقة، أو تأثيرات تغير الحياة. وتشمل الآثار التي يلخصها الباحثون في كثير من الأحيان عددًا من القيم والتغييرات في المواقف والمعتقدات التي تعكس تغيرات جذرية في الشخصية، ونظرة جديدة للحياة والموت والعلاقات الإنسانية والروحانية. تعتبر العديد من التأثيرات إيجابية أو مفيدة. أجرى فان لوميل وزملاؤه أبحاث متابعة طولية في العمليات التحويلية بعد تجربة الاقتراب من الموت، ووجدوا تأثيرًا تحويليًا طويل الأمد للتجربة.
ومع ذلك، لك تكن كل الآثار اللاحقة مفيدة. تصف المؤلفات الطبية الظروف التي يمكن أن تؤدي فيها التغيرات في المواقف والسلوك إلى مشاكل محبطة أو نفسية أو نفسية - روحية.Note b أفادت الملاحظة بأن المشاكل غالبًا ما تكون متعلقة بالوضع الجديد بعد تجربة قريبة من الموت، واندماجها في الحياة العادية. تم التحقيق في فئة أخرى، ما يسمى بتجارب مؤلمة أو غير سارة بالقرب من الموت، من قِبَل جريسون وبوش.

### نماذج توضيحية
يمكن تقسيم النماذج التوضيحية للظواهر وعناصر تجربة الاقتراب من الموت، وفقًا للمصادر، إلى فئات عامة قليلة: النفسية، الفسيولوجية، والفوقية. يلاحظ أجريلو، اعتماد نظرة عامة أكثر تشاؤمًا، أن المؤلفات الطبية تتحدث عن إطارين نظريين رئيسيين: (1) تفسير «بيولوجي / نفسي» (نظريات في الدماغ)، أو (2) تفسير «البقاء على قيد الحياة» (نظريات خارج الدماغ). غالبًا ما تشتمل الأبحاث حول تجارب الاقتراب من الموت على متغيرات من النماذج الثلاثة. قدم كوك وستيفنسون نتائج الدراسة التي دعمت كل هذه التفسيرات الثلاثة.
يحتوي كل نموذج على عدد من المتغيرات التي يتم ذكرها أو تلخيصها من قبل المعلقين:
اقترحت النظريات النفسية أن تجربة الاقتراب من الموت يمكن أن تكون نتيجة لردود فعل عقلية وعاطفية للتهديد المتصور بالوفاة، أو نتيجة للتوقع. وتشمل المتغيرات النفسية الأخرى التي يعتبرها الباحثون: الخيال،  وإلغاء الشخصية،  والانفصام،  والتأييد للخيال  وذاكرة الولادة.
تميل النظريات الفسيولوجية إلى التركيز على التفسيرات الجسدية أو البيولوجية أو الدوائية لتجربة الاقتراب من الموت، مع التركيز في كثير من الأحيان على فسيولوجيا المخ. تشمل المتغيرات المُعتبرة، والتي يلخصها الباحثون في كثير من الأحيان: نقص الأكسجين،; ونقص الأكسجين الدماغي، وفرط الإندورفينات، وزيادة السيروتونين أو مختلف الناقلات العصبية، وضعف الفص الصدغي أو النوبات، واستثارة مستقبلات NMDA، وتفعيل الجهاز الحوفي، والأدوية،  ونقص التروية في شبكية العين، والعمليات المرتبطة بنوم حركة العين السريعة (REM) أو الظواهر المتولدة على الحدود بين النوم والخمول.
يأتي نموذج ثالث، يسمى أحيانًا بالتفسير التجاوزي، والذي يعتبر عددًا من الفئات، غالبًا ما يلخصها المعلقون، والتي تقع عادةً خارج نطاق التفسيرات الفسيولوجية أو النفسية. يدرس هذا النموذج التوضيحي ما إذا كانت تجربة الاقتراب من الموت مرتبطة بحياة ما بعد الآخرة  أو حالة تغيير الوعي، أو بعض التجارب الروحانية، أو مفهوم الفصل بين العقل والجسم (الثنائية الديكارتية).
أبدى العديد من الباحثين في هذا المجال أثناء تحقيقاتهم في المتغيرات بالنسبة للنماذج الثلاثة تحفظات تجاه التفسيرات التي كانت نفسية أو فسيولوجية بحتة. وقد ناقش فان لوميل وزملاؤه إدراج الفئات المتعالية كجزء من الإطار التوضيحي. وقد جادل باحثون آخرون مثل بارنيا وفينويك وغريسون إجراء مناقشة موسعة حول العلاقة بين العقل والدماغ وإمكانيات الوعي البشري.

## الخلفية التاريخية للأبحاث
تم التعرف على حالات فردية من تجارب الاقتراب من الموت في الأدبيات في العصور القديمة. تحركت بعض الجهود في القرن التاسع عشر إلى أبعد من دراسة الحالات الفردية التي أُجريت بشكل خاص من قبل مورمون وآخرون في سويسرا. تم توثيق حوالي 95٪ من تجارب الاقتراب من الموت في مختلف الثقافات العالمية حتى عام 2005. ومن عام 1975 إلى عام 2005، تمت مراجعة 2500 حالة من الأفراد الذين تم أبلغوا عن خوضهم لتلك الظاهرة في الولايات المتحدة بالإضافة إلى 600 حالة إضافية خارج الولايات المتحدة في الغرب و 70 في آسيا. وقد حددت الدراسات المستقبلية، التي راجعت مجموعة من الحالات التي خاضت تجربة الاقتراب من الموت، حوالي 270 شخصًا. تمت مراجعة ما يقرب مجموعه 3500 حالة فردية بين عامي 1975 و2005 في دراسة واحدة أو أخرى. وأجريت جميع هذه الدراسات من قبل حوالي 55 باحثًا أو فريقًا من الباحثين.
يقتصر البحث في تجارب الاقتراب من الموت بشكل رئيسي على تخصصات الطب وعلم النفس والطب النفسي. كان الاهتمام في هذا المجال من الدراسة مدفوعًا في الأساس من خلال الأبحاث التي قام بها رواد مثل الطبيبة النفسية إليزابيث كوبلر روس وعالم النفس رايموند مودي، بالإضافة أيضًا إلى بعض السير الذاتية، مثل كتب جورج ريتشي. وإليزابيث كوبلر روس، التي كانت باحثة في مجال علم الأمراض، وبذلت جهودًا عظيمة وراء تأسيس نظام المرافق في الولايات المتحدة كما ذكرت في مقابلاتها لأول مرة في كتابها «في الموت والوفاة، ما يجب على الموت أن يعلمه للأطباء والممرضات ورجال الدين وعائلاتهم»(1969). اهتم رايموند مودي من ناحية أخرى بالموضوع في بداية مسيرته. وفي منتصف السبعينيات، أثناء إقامته الطبية كطبيب نفسي في جامعة فرجينيا، أجرى مقابلات مع ذوي الخبرة القريبة من الموت. نشر فيما بعد هذه النتائج في كتاب «حياة ما بعد الحياة» (1976). وضّح مودي في كتابه العناصر المختلفة لتجربة الاقتراب من الموت. الميزات التي تم التقاطها من قبل الباحثين في وقت لاحق. جلب الكتاب الكثير من الاهتمام لموضوع تجارب الاقتراب من الموت.
شهدت أواخر السبعينات تأسيس جمعية للدراسة العلمية للظواهر القريبة من الموت، وهي مجموعة أولية من الباحثين الأكاديميين شملت جون أوديت، ورايموند مودي، وبروس جريسون، وكينيث رينج ومايكل سابوم، الذين وضعوا الأسس لميدان الدراسات القريبة من الموت، ونفذت الجمعية أول تجربة بحث عن تجربة الاقتراب من الموت. كانت الرابطة هي السلف المباشر للرابطة الدولية للدراسات القريبة من الموت (IANDS)، التي تأسست في أوائل الثمانينات والتي تأسّس مقرها في جامعة كونيتيكت. كانت هذه المجموعة من الباحثين مسؤولة عن إطلاق مجلة الاحتياء Anabiosis ، أول مجلة تمت مراجعتها بواسطة الأقران في هذا المجال. أصبحت المجلة فيما بعد مجلة دراسات حول الموت.

## روابط خارجية
- The International Association for Near-Death Studies, Inc.
- University of Virginia Health System - Division of Perceptual Studies
- Links to 290 online NDE Scientific Papers